# Гатчино (Смоленская область)
Га́тчино — деревня в Велижском районе Смоленской области России. Входит в состав Погорельского сельского поселения. Население — 8 жителей (2007). 
Расположена в северо-западной части области в 15 км к востоку от Велижа, в 17 км восточнее автодороги Р133 Смоленск — Невель, на берегу реки Гатчино. В 75 км южнее деревни расположена железнодорожная станция Голынки на линии Смоленск — Витебск.

## История
В годы Великой Отечественной войны деревня была оккупирована гитлеровскими войсками в июле 1941 года, освобождена в сентябре 1943 года.